# Laurie Bartram
Laurie Bartram, född 16 maj 1958 i Saint Louis, Missouri, död 25 maj 2007 i Lynchburg, Virginia, var en amerikansk skådespelare och balettdansös. Hon är mest känd för rollen som Brenda i filmen Fredagen den 13:e.
Laurie Bartram avled av pankreascancer år 2007.

## Filmografi
- 1973 – Larmet går (TV-serie)
- 1974 – The House of Seven Corpses
- 1978 – Another World (TV-serie)
- 1980 – Fredagen den 13:e